# Sven Grahn
Sven Grahn (Stoccolma, 14 marzo 1946) è un ingegnere svedese.
Ha svolto la maggior parte della sua attività nel campo aerospaziale.

## Carriera
Sven Grahn ha frequentato l'Istituto Reale di Tecnologia, dove si è laureato in ingegneria civile e fisica tecnica nel 1969. Dopo avere lavorato per sei anni all'Istituto di Meteorologia dell'Università di Stoccolma, nel 1975 è entrato a far parte della Swedish Space Corporation, occupandosi dello sviluppo di satelliti scientifici. Nell'organizzazione Grahn ha ricoperto gli incarichi di progettista, project manager e dirigente della comunicazione d'impresa, finché nel 2001 è diventato vice presidente del settore progettazione. Nel 2006 Grahn si è ritirato dal lavoro a tempo pieno, continuando a svolgere part-time l'attività di consulente. Nello stesso anno è stato nominato membro dell'Accademia Reale Svedese di scienze ingegneristiche.
Sven Grahn è conosciuto anche per la sua attività nel campo della ricezione ed interpretazione dei segnali radio da parte di satelliti artificiali, che ha cominciato a condurre come radioamatore fin dall'inizio degli anni sessanta.
Nel 2011 Grahn ha pubblicato in Svezia un libro autobiografico intitolato Jordnära rymd – min rymdhistoria (La mia storia spaziale).

## Premi e riconoscimenti
- Medaglia di Thulin d'argento conferita dalla Swedish Society for Aeronautics and Astronautics (1993)
- PhD honoris causa ricevuto dall'Istituto Reale di Tecnologia, dove aveva conseguito la laurea (2004)
- Medaglia di Sua Maestà il Re di Svezia (2007)
- Medaglia di Thulin d'oro conferita dalla Swedish Society for Aeronautics and Astronautics (2008)